# Melitta Muszely
Melitta Muszely   (Viena, 13 de setembre de 1927 - Viena, 18 de gener de 2023) va ser una soprano operística i pedagoga de cant.

## Biografia
La família de la Melitta Muszely era originària d'Hongria. Muszely va estudiar piano i cant al Conservatori de Viena.
En 1950 va debutar al teatre municipal de Ratisbona, mantenint la seva participació en aquest teatre fins a l'any 1952. Des de 1953 fins al 1968 va ser un membre permanent de l'Òpera de l'Estat d'Hamburg. Va participar en diverses estrenes mundials d'òperes, entre elles el 1955 en Pallas Athene weint d'Ernst Krenek i el 1963 en Figaro lässt sich scheiden de Giselher Klebe.
Muszely va signar contractes amb diferents teatres principal arreu d'Europa, incloent-hi el teatre Staatsoper de Berlín, la Wiener Staatsoper i la Komische Oper de Berlín. A més, va aparèixer com a convidada a l'Òpera de Zuic. En 1959 va cantar a la Komische Oper de Berlín les quatre dones (Olympia, Antonia, Giulietta, Stella), de l'Òpera Les contes d'Hoffmann de Jacques Offenbach en una llegendària de la posada en escena de Walter Felsenstein. En 1970, Melitta Muszely va participar també en els mateixos quatre papers femenins d'aquesta òpera en l'enregistrament cinematogràfic fet per la DEFA-Verfilmung.
A la Wiener Staatsoper va cantar del 1963 al 1967, representant molts papers de soprano coloratura i de soprano lírica.
Melitta Muszely ha cantat també, entre altres teatres, a les òperes de Barcelona, París, Venècia i Lisboa, al festival de Salzburg i al Festival d'Edimburg. Al Liceu va actuar en la temporada 1960-1961, debutant a La flauta màgica de Mozart en el paper de Pamina el dia 13 de gener de 1961.
Muszely va ser també una concertista de lied i professora de cant.

## Repertori
Melitta Muszely és coneguda principalment com a soprano coloratura. El seu repertori inclou papers d'òperes de Mozart com ara Pamina, Donna Elvira, i Susanna; Marzelline de Fidelio de Beethoven; Marie de La núvia venuda de Bedřich Smetana i Violetta de La traviata Giuseppe Verdi. Muszely va ser també considerada com una especialista en papers d'òperes de Richard Strauss, en particular, com a Sophie en Der Rosenkavalier i en el paper protagonista d'Arabella. Muszely va cantar també l'òpera Turandot de Ferruccio Busoni.

### Òpera (selecció)
Repertori
| Beethoven: - Marzelline en Fidelio Bizet: - Micaëla en Carmen Busoni: - Paper principal de Turandot Cornelius: - Margiana en Der Barbier von Bagdad Debussy: - Mélisande de Pelléas et Mélisande Leoncavallo: - Nedda de Pagliacci Menotti: - Magda de The Consul Mozart: - Giunia de Lucio Silla - Susanna de Les noces de Fígaro - Donna Elvira de Don Giovanni - Pamina de La flauta màgica Offenbach: - Olimpia, Giulietta, Antonia i Stella en Les Contes d'Hoffmann |  | Puccini: - Paper principal en Manon Lescaut - Mimi en La Bohème - Paper principal en Madama Butterfly Smetana: - Marie en La núvia venuda Richard Strauss: - Sophie en Der Rosenkavalier - Paper principal en Arabella - Paper principal en Daphne Txaikovski: - Tatjana en Eugeni Onegin - Lisa en La dama de piques Stravinski: - Parashah en Mavra Verdi: - Violetta Valéry en La traviata - Leonora en Il trovatore - Leonora en La forza del destino - Desdemona en Otello - Alice Ford en Falstaff Weber: - Agathe a Der Freischütz |

### Operetes
| Fall: - Kondja Gül, en Die Rose von Stambul Kattnigg: - Zlata en Balkanliebe Lehár: - Hanna Glawari a Die lustige Witwe - Lisa en Das Land des Lächelns - Anna Elisa Paganini - Sonja en Der Zarewitsch - Paper principal en Giuditta Millöcker: - Paper principal en Diana - Paper principal en Die Dubarry - Laura en Der Bettelstudent |  | Stolz: - Der verlorene Walzer - Trude en Wenn die kleinen Veilchen blühen Oscar Straus: - Franzi Steingruber en Ein Walzertraum Johann Strauss II: - Rosalinde en Die Fledermaus - Saffi en Der Zigeunerbaron Suppé: - Lidia en Banditenstreiche |

## Enregistraments (selecció)[5]
- Carl Maria von Weber: Der Freischütz, amb Melitta Muszely, Horst Günter, Sándor Konya, Arnold van Mill, James Pease, Ernst Wiemann, director: Wilhelm Brückner-Rüggeberg, Orquestra Simfònica de la NDR
- Bedřich Smetana: La núvia venuda, amb Barry McDaniel, Cvetka Ahlin, Melitta Muszely, Martti Talvela, Ruth Hesse, Rudolf Schock, Kurt Böhme; Cor i Orquestra de la Deutsche Oper de Berlín, director d'orquestra: Heinrich Hollreiser, LP, Àlbum Electrola
- Georges Bizet: Carmen, amb Christa Ludwig, Rudolf Schock, Hermann Prey, Melitta Muszely, Ivan Rebroff, director: Horst Stein, Orquestra Simfònica de Berlín, CD, EMI

## Filmografia
- 1970: Les Contes d'Hoffmann (gravació d'estudi)